# Paul Pedersen
Paul Pedersen (Halden, Noruega, 18 de septiembre de 1886- Halden, 16 de agosto de 1948) fue un gimnasta artístico noruego, medallista de bronce olímpico en Estocolmo 1912 en el concurso por equipos "sistema sueco".

## Carrera deportiva
En las Olimpiadas celebradas en Estocolmo (Suecia) en 1912 consigue el bronce en el concurso por equipos "sistema sueco", quedando situados en el podio tras los suecos (oro) y los daneses (plata), y siendo sus compañeros de equipo los gimnastas: Jørgen Andersen, Trygve Bøyesen, Georg Brustad, Conrad Christensen, Oscar Engelstad, Marius Eriksen, Axel Henry Hansen, Arthur Amundsen, Eugen Ingebretsen, Olaf Ingebretsen, Olof Jacobsen, Erling Jensen, Thor Jensen, Frithjof Olsen, Oscar Olstad, Edvin Paulsen, Carl Alfred Pedersen, Petter Hol, Rolf Robach, Sigurd Smebye y Torleif Torkildsen.